# Chen Yi (kommunist)
Chen Yi, född 26 augusti 1901 i Lezhi, Sichuan, död 6 januari 1972 i Peking, var en kinesisk kommunistisk militär och politiker. Han är mest känd för att ha varit borgmästare i Shanghai och Folkrepubliken Kinas utrikesminister.
Chen kom från en ämbetsmannafamilj i Sichuan och reste till Frankrike 1919 för att studera där. 1921 blev han dock deporterad för sina politiska aktiviteter. Han studerade på militärakademin i Whampoa på 1920-talet, där han lärde känna Zhou Enlai och gick med i den kommunistiska rörelsen. Han deltog i den Långa marschen och spelade en framträdande roll i det kinesiska inbördeskriget.
1945 blev han ledamot av centralkommittén och 1965 valdes han in i politbyrån. 1955 var han en av de tio framstående generaler i Folkets befrielsearmé som utnämndes till marskalk. Han var Shanghais förste borgmästare efter Folkrepubliken Kinas grundande och efterträdde Zhou Enlais som landet utrikesminister 1958.
Chen Yi var en av kulturrevolutionens skarpaste kritiker och rensades därför ut från partiledningen 1967, men blev aldrig formellt avskedad från posten som utrikesminister. När Chen avled 1972 kom Mao Zedong till hans begravning, vilket blev ett startskott för rehabiliteringen av flera ledande partikadrer som förföljts under kulturrevolutionen.